# Spergularia cremnophila
Spergularia cremnophila är en nejlikväxtart som beskrevs av Ivan Murray Johnston. Spergularia cremnophila ingår i släktet rödnarvar, och familjen nejlikväxter. Inga underarter finns listade i Catalogue of Life.